# Les Courses en folie de Gatineau
 (avril 2014).
Les Courses en folie de Gatineau, nommées auparavant Le festival de boîtes à savon de Gatineau est un festival annuel se déroulant à Gatineau dans la province de Québec au Canada.
Le festival, qui date des années 1960, était à l’origine une course de bolides fabriqués à la main dévalant la pente de la rue Main. L’événement a été interrompu au milieu des années 1970, puis est réapparu en 2004. En 2012, le festival a été renommé Les Courses en folie de Gatineau. 

## Historique
Le festival a été créé dans les années 1960. Les premiers participants étaient principalement des familles de la ville de Gatineau. Rapidement, le festival a attiré des participants extérieurs. Le festival a été très populaire jusqu’au milieu des années 1970. Il faisait alors partie du circuit national de qualification des championnats canadiens de boîtes à savon. Des sondages auprès des résidents, des commerçants et des festivaliers ont confirmé que le festival générait des retombées sociales et économiques importantes. Par contre, la popularité de l'événement engendra également des problèmes en matière de sécurité et de paix publiques, ce qui entraîna son interruption. 
En 2004, le festival a été relancé par l’Association des gens d’affaires et professionnels du Vieux-Gatineau. L'objectif de cette relance était de renforcer le sentiment d’appartenance chez les habitants du Vieux-Gatineau. Le festival a rapidement connu un grand succès et il attire maintenant plus de 12 000 participants chaque année.

## Nouvelle image, nouveau festival
En 2012, Le festival de boîtes à savon de Gatineau a changé de nom pour s’intituler Les Courses en folie de Gatineau et il s'est donné une nouvelle image. La nouvelle image du festival n’était pas uniquement un nouveau nom, mais elle incluait également d’autres améliorations. Entre autres, les courses s'étalent maintenant sur trois jours et incluent des courses de canoës béton et des courses de tacots d’eau. Par ailleurs, le festival comprend maintenant un volet culturel et accueille de nombreux artistes, dont des musiciens locaux. Le festival est aussi présent sur plusieurs plateformes numériques telles que Twitter et Facebook. 

## Mission
« Reposant sur des valeurs de créativité et d’innovation, le festival favorise les modes de transports durables et se considère comme un événement bon pour l’environnement. Chaque année, la programmation du festival est construite autour des cinq axes suivants : famille, festival accessible, bolides écologiques, créativité et innovation et développement durable. » 